# Bruinkopmeeuw
De bruinkopmeeuw (Chroicocephalus brunnicephalus, verouderd wegens DNA-onderzoek: Larus brunnicephalus) is een vogel uit de familie Laridae (meeuwen).

## Verspreiding en leefgebied
Deze soort komt voor in het zuidelijke deel van Centraal-Azië, westelijk China en Tibet.

## Status
De grootte van de populatie is in 2018 geschat op 100-200 duizend individuen. Op de Rode lijst van de IUCN heeft deze soort de status niet bedreigd.